# Pokol nedolžnih otrok (Bruegel)
Nekaj različic slike Pokol nedolžnih otrok na hrastovih tablah sta naslikala nizozemska slikarja iz 16. stoletja Pieter Bruegel starejši in njegov sin Pieter Brueghel mlajši. Delo prikazuje biblijsko poročilo o pokolu nedolžnih otrok v zimskem prizoru na Nizozemskem v uvodu nizozemskega upora proti španski vladavini, znanega tudi kot osemdesetletna vojna.
Zdaj je ena različica Bruegla starejšega (c.1565-1567) v Britanski kraljevi zbirki; že nekaj časa v palači Hampton Court, do leta 2017 je bil na gradu Windsor. Sveti rimski cesar Rudolf II. Habsburški je naročil, da se prebarva, da se skrije podobe mrtvih in umirajočih otrok. Mnogo drugih različic pripisujejo Pieteru Breughelu mlajšemu, pri čemer so različni umetnostni zgodovinarji našteli kar 7 ali 14 različic, vključno z vodilnimi primeri v  Umetnostnozgodovinskem muzeju na Dunaju (edina različica, ki prikazuje pokol), v Kraljevih muzejih likovnih umetnosti Belgije v Bruslju in v Narodnem muzeju umetnosti Romunije v Bukarešti. Pieter Breughel mlajši je naslikal tudi svojo drugačno sestavo Pokola nedolžnih otrok: en primer imajo belgijski Kraljevi muzeji lepih umetnosti.

## Ozadje
Slika prikazuje dogodek, opisan v Matejevem evangeliju Mt 2,16-18 v Novi zavezi: potem ko so kralju Herodu povedali o Jezusovem rojstvu v Betlehemu, je svojim vojakom ukazal, naj pobijejo vse dojenčke v Betlehemu, mlajše od 2 let. (V biblijskem poročilu je angel opozoril Jezusovo družino in ta je pobegnila v Egipt.) Pokol nedolžnih otrok se spominja 28. decembra v katoliškem, luteranskem in anglikanskem cerkvenem koledarju kot četrti dan božičnega praznika.
Bruegel je prizorišče prevedel v nizozemsko vas iz 16. stoletja, kjer flamske vaščane napadajo španski vojaki in nemški plačanci, morda kot komentar vedenja okupatorskih vojaških sil v uvodu v nizozemski upor proti španski vladavini, znan tudi kot osemdesetletna vojna. Zelo huda zima 1564–65 je morda navdihnila zasneženo sceno, saj so z napušča visele ledene sveče in ribnik, prekrit z debelo plastjo ledu: globoka zima je navdihnila tudi njegovo sliko Povratek lovcev iz leta 1565.

## Različice
Različico Bruegela starejšega v kraljevi zbirki je prevzel sveti rimski cesar Rudolf II., približno leta 1600 ko je bil v Pragi. Rudolf ni maral grafičnega prizora, ki je prikazoval številne dojenčke, ki so jih vojaki, ki so nosili cesarsko heraldiko dvoglavega orla, pobili in je dal otroke prebarvati z detajli - majhnimi predmeti, vključno s hrano in živalmi - tako, da je postala prizorišče ropanja in ne pokola dojenčkov. Kasnejše prebarvanje se je pokazalo med konservatorskimi deli leta 1998, Lorne Campbell pa je sliko v Kraljevi zbirki identificiral kot originalno različico Bruegla starejšega. Ta različica je bila verjetno ena izmed mnogih slik iz cesarske zbirke, ki jo je švedska vojska leta 1648 ob koncu tridesetletne vojne izropala s Praškega gradu, do leta 1652 je bila v zbirki kraljice Kristine in je prišla v britansko kraljevo zbirko, ko jo je leta 1660 prevzel Karel II. Angleški v izgnanstvu v Bredi. Podpisano je z napisom BRVEGEL 1565–67 in meri 102 × 155 centimetrov.
Dolgo so mislili, da je različica Pietra Bruegla starejšega v Umetnostnozgodovinskem muzeju na Dunaju originalna. Bila je v Neue Burg v začetku 17. stoletja in je bila podarjena Gemäldegalerie v Berlin leta 1748. Zdaj naj bi bila kopija njegovega sina Pietera Breughla mlajšega ali njegovega ateljeja. Ker ni prebarvana, prikazuje izvirne podrobnosti o pokolu; to velja tudi za druge zgodnje različice. Podpisana je z BRVEG. Različico, ki jo je podpisal Breughel mlajši in je datirana leta 1593, ena njegovih najzgodnejših znanih slik, ima Musée des Beaux-Arts v Lons-le-Saunierju.
Druga kopija z napisom .BRVEGEL. 15 .. je bila na Švedskem in nato v muzeju Ermitaž, preden jo je prodala sovjetska vlada. Leta 1979 so jo prodali v Parizu, leta 2005 pri Sotheby's, nato pa leta 2012 pri Christie's za 1,8 milijona funtov, kot da jo je naslikal Pieter Breughel mlajši. Nadaljnja različica v  Brukenthalovem muzeju v Sibiuju v Romuniji je podpisana z imenom P. BRVEGEL . Različica, prodana pri Sotheby's leta 2009, s poreklom v Belgiji in na Nizozemskem, tudi pripisana Pieteru Breughlu mlajšemu, je bila prodana za 4,6 milijona funtov.

## Opis
Tako kot več Brueglovih slik, kot so Nizozemski pregovori in Otroške igre, tudi obravnavana slika vključuje številne vzporedne pripovedne prizore v večji kompoziciji. Od cerkve v ozadju proti ospredju: vojak na konju s sulico varuje most. Na levi strani moški poskuša skriti otroka. Ko se pomaknemo naprej in proti levi, en vojak urinira ob steno; in še levo, drugi vojak nekaj žensk vodi v hišo, tretji vojak pa dojenčka vleče iz druge hiše (eden redkih dojenčkov, ki so ostali na sliki in eden redkih, ki v različici iz Kraljeve zbirke ni prebarvan). V bližini žaluje skupina štirih vaščanov.
Ko se pomaknemo desno proti sredini slike, osamljena ženska stoji in žaluje nad svojim mrtvim otrokom, ki leži v krvi, razliti po snegu (v različici kraljeve zbirke prebarvano z mesom in siri), in par prosi vojaka, naj vzame hči in ne njunega sina (v različici Royal Collection prebarvana kot velika ptica). Množica vaščanov obkroža in se sooča z vojakom, ki stoji nad mrtvim otrokom (prebarvan kot sveženj); ali vaščani poskušajo preprečiti, da bi oče napadel vojaka, ki je ubil njegovega otroka. Sedeča ženska žaluje z mrtvim otrokom v naročju (spremenjen v sveženj).
Nadaljujemo desno, v središču slike, skupina španskih vojakov v črnem oklepu, ki je s sulicami zabodla skupino dojenčkov (spremenjenih v živali) pred veliko skupino vojakov na konjih, tudi s koplji in v črnih oklepih. Eden od vojakov ima na prapor s petimi zlatimi križi, heraldično jeruzalemsko orožje, kar nakazuje na dejstvo, da so Habsburžani zahtevali naziv jeruzalemskega kralja. Vojak s črtastimi hlačami zabode enega otroka (prebarvanega kot merjasca), drugi pa zabode dojenčka, ki ga drži ženska (prebarvanega kot vrč). Desno je en sam konj obdan s skupino vaščanov, ki protestirajo: prvotno je bil glasnik, oblečen v tabard, okrašen s habsburškim dvoglavim orlom.
Skrajno desno sta dva vojaka v rdečih jopičih in zaobljenih kovinskih čeladah. Nekateri vojaki peš vdrejo v gostilno: na gostilni je bila prvotno prikazana zvezda, ki jo povezuje z Betlehemsko zvezdo (prebarvana v različici kraljeve zbirke). En vojak ima sekiro, drugi pa hlod, ki ga lahko uporablja kot ovna; trije plezajo v odprto okno, eden pa s helebardo brcne v vrata in se otrese previsne ledene sveče, ki bi lahko padla na njegovo glavo. Če se premaknemo v ospredje, od desne proti levi, je dojenček (spremenjen v snop) odtrgan od matere in njene majhne hčerke; vojak zadržuje velikega psa; in naprej levo, v neposrednem ospredju, bo vojak zabodel otroka (prebarvan kot tele). Na skrajni levi strani še en vojak zasleduje žensko.
V levem ospredju stoji skupina konjenikov, dva v črnem oklepu s sulicami, trobentač v rumeni jakni in trije z rdečimi jopiči. Nekdo bi lahko bil vojvoda Alba, razvpit oster poveljnik španske vojske na Nizozemskem: podobnost postane jasnejša na poznejših slikah Brueghla mlajšega.
- Različica v Kraljevskih muzejih likovnih umetnosti v Belgiji, Bruselj
- Različica iz muzeja Brukenthal, Sibiu, Romunija
- Različica v zasebni zbirki
- Druga različica je bila prodana leta 2012